# Alexander Verl

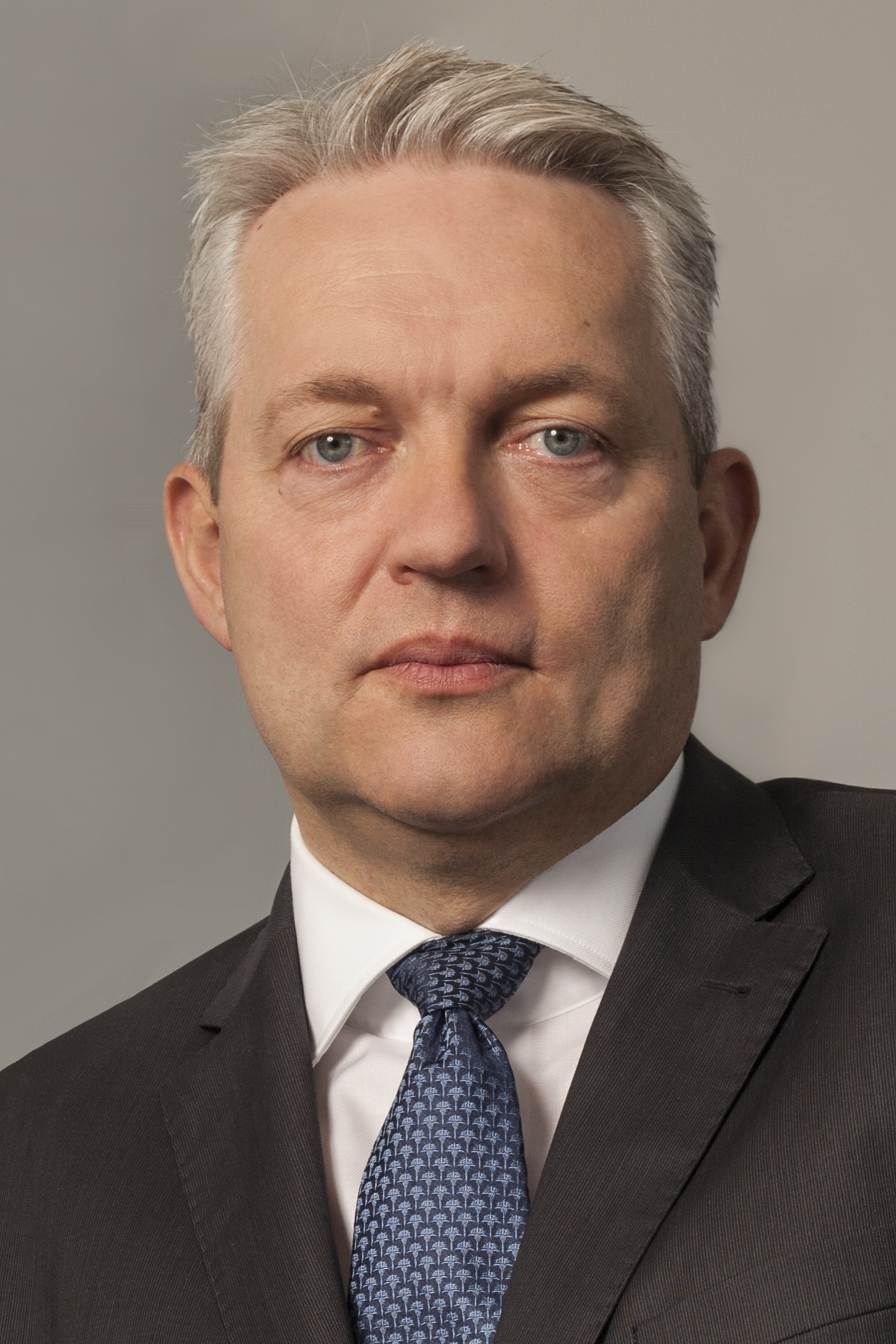
Alexander Verl (2013)

Alexander Verl (* 13. Juli 1966 in Frunse, UdSSR, heute Bischkek, Kirgisistan) ist ein deutscher Elektroingenieur. Er ist Professor an der Universität Stuttgart und Lehrstuhlinhaber für Steuerungstechnik der Werkzeugmaschinen und Fertigungseinrichtungen sowie ehemaliger Leiter des Fraunhofer-Instituts für Produktionstechnik und Automatisierung (IPA).

## Leben
Nach seinem ingenieurwissenschaftlichen Studium der Elektrotechnik an der Universität Erlangen-Nürnberg von 1986 bis 1991 war Alexander Verl als Entwicklungsingenieur bei der Siemens AG in Erlangen im Bereich Automatisierungstechnik tätig. 1994 wechselte er zum Deutschen Zentrum für Luft- und Raumfahrt (DLR) in Oberpfaffenhofen und promovierte dort 1997 im Bereich Robotik und Mechatronik. Ebenfalls 1997 gründete er die AMATEC Robotics GmbH.
Er ist seit 2005 Direktor des Instituts für Steuerungstechnik der Werkzeugmaschinen und Fertigungseinrichtungen (ISW) der Universität Stuttgart als Nachfolger von Professor Günter Pritschow sowie seit 2006 einer der beiden Leiter des Stuttgarter Fraunhofer-Instituts für Produktionstechnik und Automatisierung (IPA) als Nachfolger von Rolf Dieter Schraft.
Im Rahmen seiner Lehrtätigkeit an der Fakultät für Konstruktions-, Produktions- und Fahrzeugtechnik der Universität Stuttgart ist er Studiendekan des Studiengangs Mechatronik.
Vom 1. April 2014 bis zum 31. August 2015 war Alexander Verl Vorstand Technologiemarketing und Geschäftsmodelle der Fraunhofer-Gesellschaft berufen.
Alexander Verl ist verheiratet und hat drei Kinder.

## Wirken
Im Rahmen seiner Forschungs- und Lehrtätigkeit befasst er sich mit folgenden Themenbereichen:
- Steuerungssysteme für Werkzeugmaschinen und Roboter
- Rekonfigurierbare Maschinen
- Mechatronik
- Sensorapplikationen für Werkzeugmaschinen und Roboter
- Montageroboter
- Automatisierte Zustandsüberwachung und vorbeugende Wartung
- Kinematische Kalibrierungen
- Realtime Simulationen
- ECOMATION (Ökonomische und ökologische Automatisierung)

## Mitgliedschaften
- Vorsitzender der Deutschen Gesellschaft für Robotik (DGR)
- Vorstandsmitglied der Wissenschaftlichen Gesellschaft für Montage, Handhabung und Industrierobotik (MHI e.V.)
- Mitglied der Graduate School of Excellence in advanced Manufacturing Engineering in Stuttgart (GSaME)
- Principal Investigator beim Exzellenzcluster Simulation Technology (SimTech)
- Mitglied des Ausschusses für Großgeräte der Deutschen Forschungsgemeinschaft (DFG)
- Mitglied des Ausschusses für interne Programme der Fraunhofer-Gesellschaft (FhG)
- Associate Member der Internationalen Akademie für Produktionstechnik (CIRP)
- Mitglied der Wissenschaftlichen Gesellschaft für Produktionstechnik (WGP)
- Vorsitzender des Forschungsausschusses  der International Federation of Robotics (IFR)
- Mitglied des Forschungsdirektoriums des InnovationsCampus Mobilität der Zukunft des Karlsruher Instituts für Technologie und der Universität Stuttgart[3]

## Auszeichnungen und Ehrungen
- 2010 erhielt er für die von ihm initiierten Innovationen im Bereich der Inline-Messtechnik und seine unternehmerische Leistung beim Aufbau der Firma AMATEC den IERA-Award der Robotics and Automation Society (IEEE/RAS) und der International Federation of Robotics (IFR).
- 2012 Julius von Haast Fellowship Award der Royal Society of New Zealand und Ehrenprofessur der University of Auckland.
- Gewürdigt mit dem Ehrendoktortitel (Dr. h. c.) der „Politehnica“ Universität Timisoara und der Technischen Universität Cluj-Napoca, beide aus Rumänien